# Група вікових лип (Жидачівський район)
Гру́па вікови́х лип — ботанічна пам'ятка природи місцевого значення в Україні. Розташована в межах Жидачівського району Львівської області, в селі Бортники (територія школи). 
Площа 3,5 га. Статус надано 1984 року. Перебуває у віданні Бортниківської сільської ради. 
Статус надано з метою збереження алеї лип, які були висаджені при палаці Язнівських (ХІХ ст). 

## Галерея

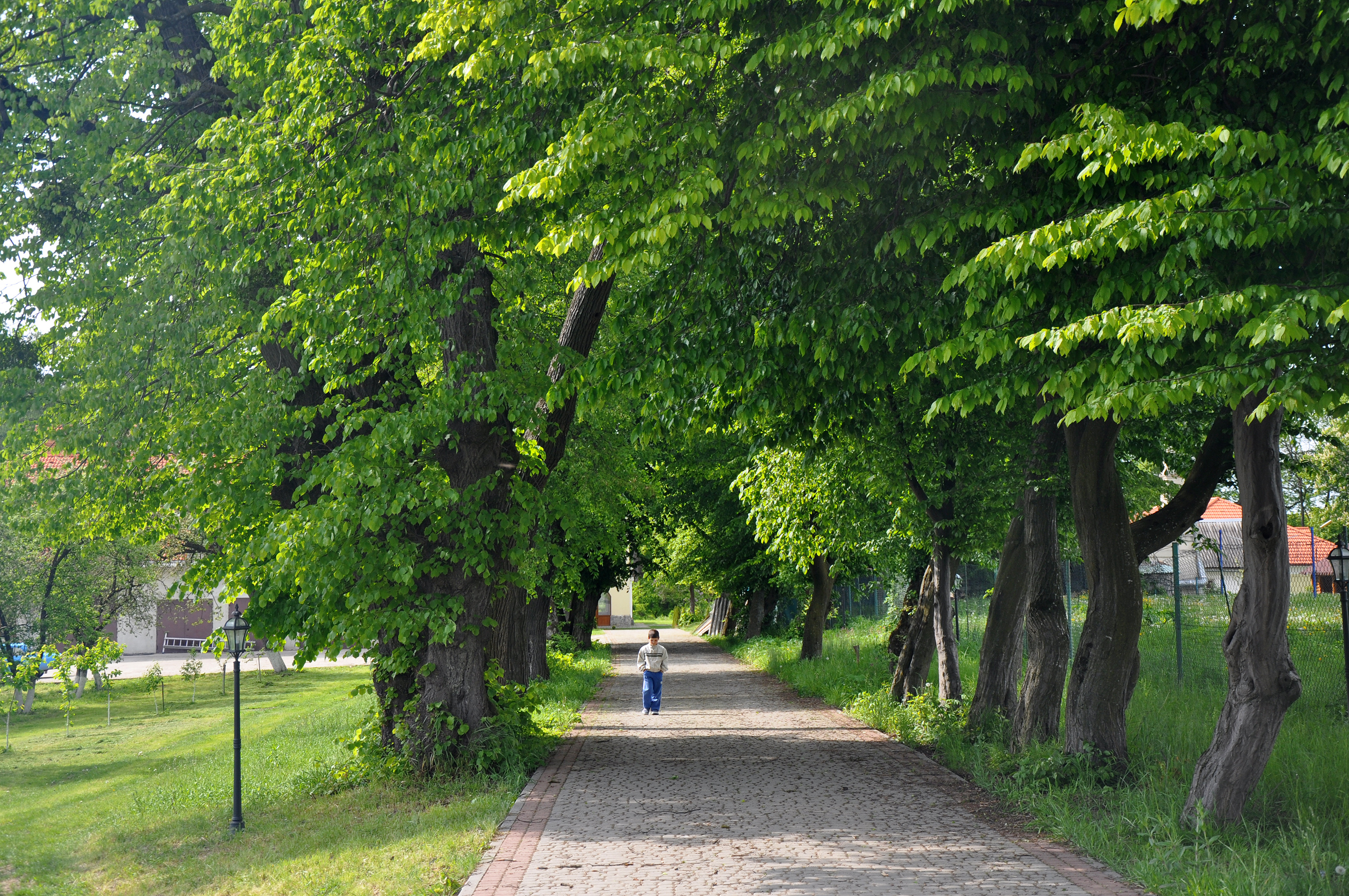
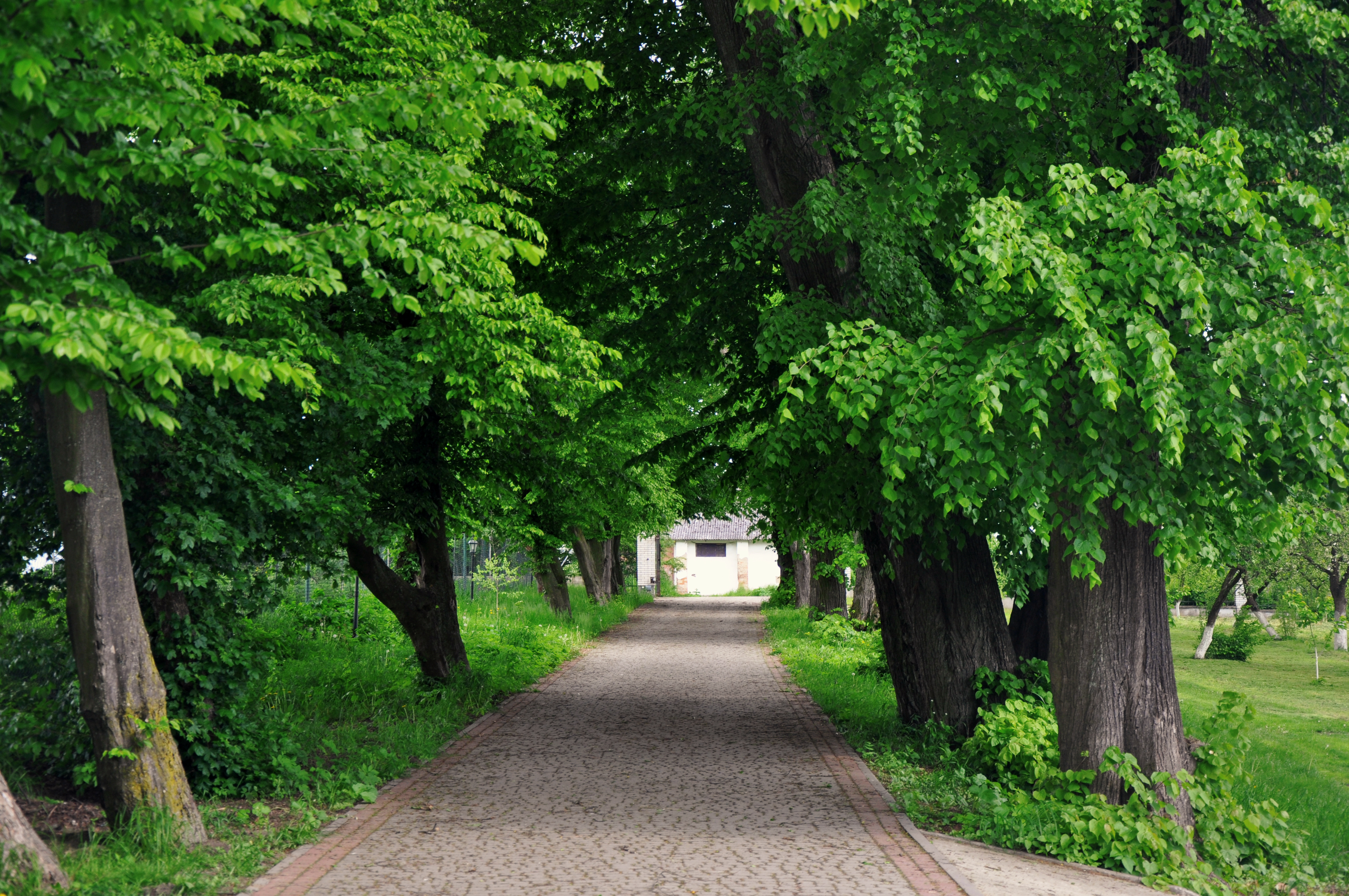